# Kaharlîk, Novoarhanhelsk
Kaharlîk (în ucraineană Кагарлик) este un sat în comuna Hannivka din raionul Novoarhanhelsk, regiunea Kirovohrad, Ucraina.

## Demografie
Componența lingvistică a localității Kaharlîk
     Ucraineană (91,89%)
     Rusă (2,7%)
     Română (2,7%)
Conform recensământului din 2001, majoritatea populației localității Kaharlîk era vorbitoare de ucraineană (91,89%), existând în minoritate și vorbitori de rusă (2,7%) și română (2,7%).